# Fils de France

Corona araldica di un fils de France.

Il titolo di fils de France ("figli di Francia") era posseduto dai figli maschi dei re e delfini di Francia. Le figlie femmine erano conosciute come filles de France (figlie di Francia). Il medesimo trattamento era concesso ai figli del Delfino.

## Titoli
Il re, la regina, la regina vedova, gli enfants de France ("figli di Francia") ed i petits-enfants de France ("nipoti di Francia") costituivano la famille du roi ("famiglia reale"). Una discendenza legittima in linea maschile, ma più distante dai re di Francia dava diritto al titolo di principe del sangue (princes du sang). Se la discendenza reale derivava da unioni non regolari, ma i figli erano stati legalmente riconosciuti, essi, nonostante una barra di sinistra sullo stemma, erano abitualmente considerati princes légitimés ("principi legittimati").
Il delfino, l'erede al trono di Francia, era il maggiore dei fils de France e ci si riferiva a lui come monsieur le dauphin. Il fratello minore più prossimo al re, anch'egli fils de France, era semplicemente conosciuto come monsieur, e sua moglie come madame.
Le figlie femmine erano indicate con il loro nome di battesimo preceduto dall'onorifico madame, mentre i figli maschi erano indicati con il loro principale titolo di pari (di solito ducale), con l'eccezione del delfino. La figlia maggiore del re era conosciuta come madame royale fino al matrimonio, quando l'appellativo passava alla maggiore delle filles de France.
Le definizioni di principe e principessa non erano utilizzati come titoli veri e propri, ad eccezione che per monsieur le prince per il maggiore dei principi del sangue, prima della Monarchia di Luglio (1830-1848). Il titolo di fils de France viene spesso tradotto come principi di Francia, a differenza di quanto accade per il corrispondente titolo spagnolo di infante. Collettivamente erano noti come enfants de France (bambini della Francia).
I figli illegittimi dei re di Francia o dei delfini e dei principi di sangue non avevano diritto a specifici titoli, ma spesso vennero legittimati dai loro padri: potevano in alcuni casi ricevere il titolo di principi di sangue, ma non quello di fils de France.
Tutti gli enfants de France avevano diritto al trattamento di Altezza Reale (altesse royale) a partire dal regno di Luigi XIII, ma presso la corte era utilizzato nella pratica il titolo di monsieur, madame e mademoiselle.

## Monsieur le Dauphin
Questa era una forma di indirizzo per il delfino. Il dauphin de France (strettamente parlando del Delfino del Viennois), era il titolo utilizzato per il legittimo erede al trono di Francia dal 1350 al 1791 e dal 1824 al 1830.
- Luigi di Francia (1661–1711), l'unico figlio maschio sopravvissuto di Luigi XIV (1638–1715), non ci si rivolgeva a lui con questo trattamento come ci si riferiva a lui a corte come Monseigneur (vedi sotto) o informalmente come le Grand Dauphin
- Luigi di Francia (1682-1712), figlio del precedente che divenne il delfino nel 1711, era informalmente conosciuto come le Petit Dauphin

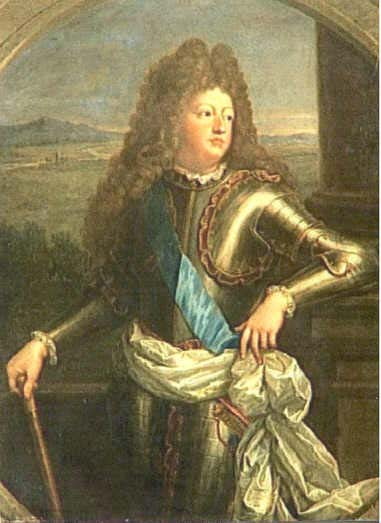
Luigi di Francia, chiamato le Grand Dauphin, ufficialmente conosciuto a corte come Monseigneur.
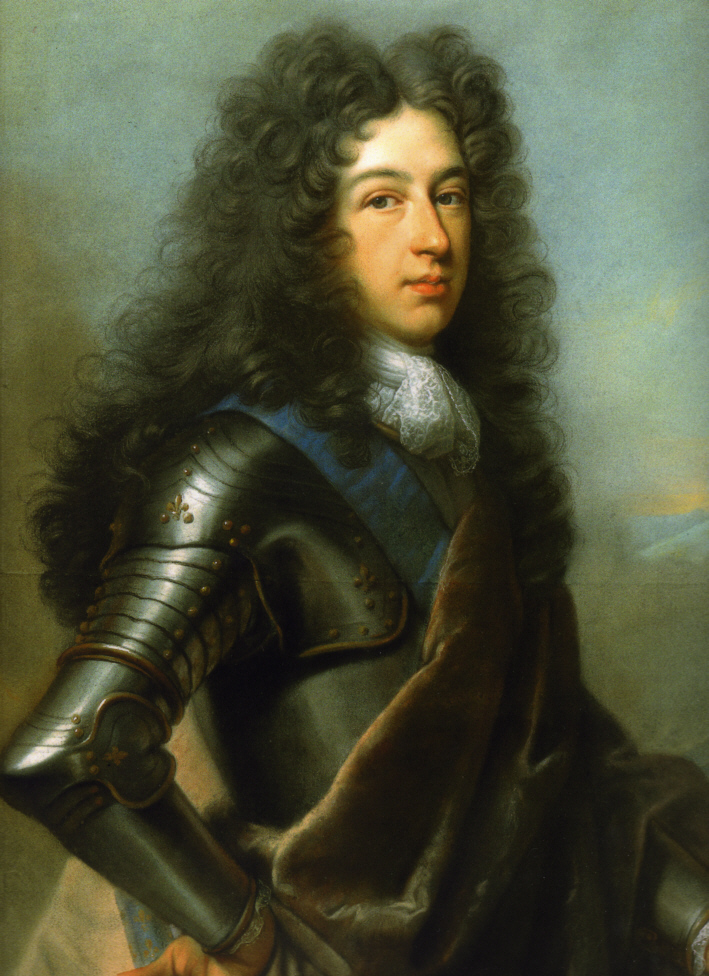
le Petit Dauphin, figlio di Monseigneur, le Grand Dauphin
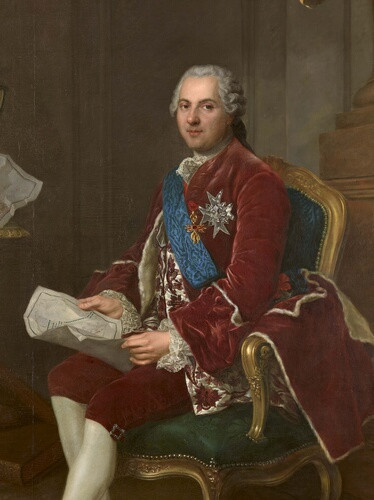
Luigi di Francia - Delfino di Luigi XV

### Monseigneur
Era un altro modo di rivolgersi a Luigi, il Gran Delfino, unico figlio legittimo di Luigi XIV. Dopo la morte del Gran Delfino, erede al trono di Francia per mezzo secolo, il titolo di Monseigneur non fu più utilizzato per indicare il Delfino, ma fu usato dai suoi figli come prefisso per i loro titoli nobiliari. Durante l'intera vita del Gran Delfino, i suoi tre figli furono designati come:
- Monseigneur le Duc de Bourgogne
- Monseigneur le Duc d'Anjou
- Monseigneur le Duc de Berry

## Madame la Dauphine
Era il titolo della moglie dinastica del dauphin. Alcune titolari erano:
- Duchessa Maria Anna Christine Victoria di Baviera (1660-1690), chiamata anche Dauphine Victoire prima moglie de le Grand Dauphin, e nonna di Luigi XV (1710–1774)
- Principessa Maria Adelaide di Savoia (1685–1712), moglie del Delfino Luigi (1682–1712) e madre di Luigi XV
- Infanta Maria Teresa Rafaela di Spagna (1726–1746), prima moglie di Luigi (1729–1765), unico figlio maschio di Luigi XV, tenne il titolo fino alla sua morte all'età di ventuno anni
- Duchessa Maria Giuseppina di Sassonia (1731–1767), seconda moglie del Delfino Luigi, e madre di Luigi XVI (1754-1793), Luigi XVIII (1755–1824) e Carlo X (1757–1836).
- Arciduchessa Maria Antonietta d'Austria (1755-1793), fu la delfina fino a quando suo marito non salì al trono con il nome di Luigi XVI
- Principessa Maria Teresa Carlotta di Francia (1778–1851); figlia di Luigi XVI e Maria Antonietta, conosciuta come Madame Royale divenne l'ultima Delfina di Francia quando suo suocero Carlo X salì al trono nel 1824

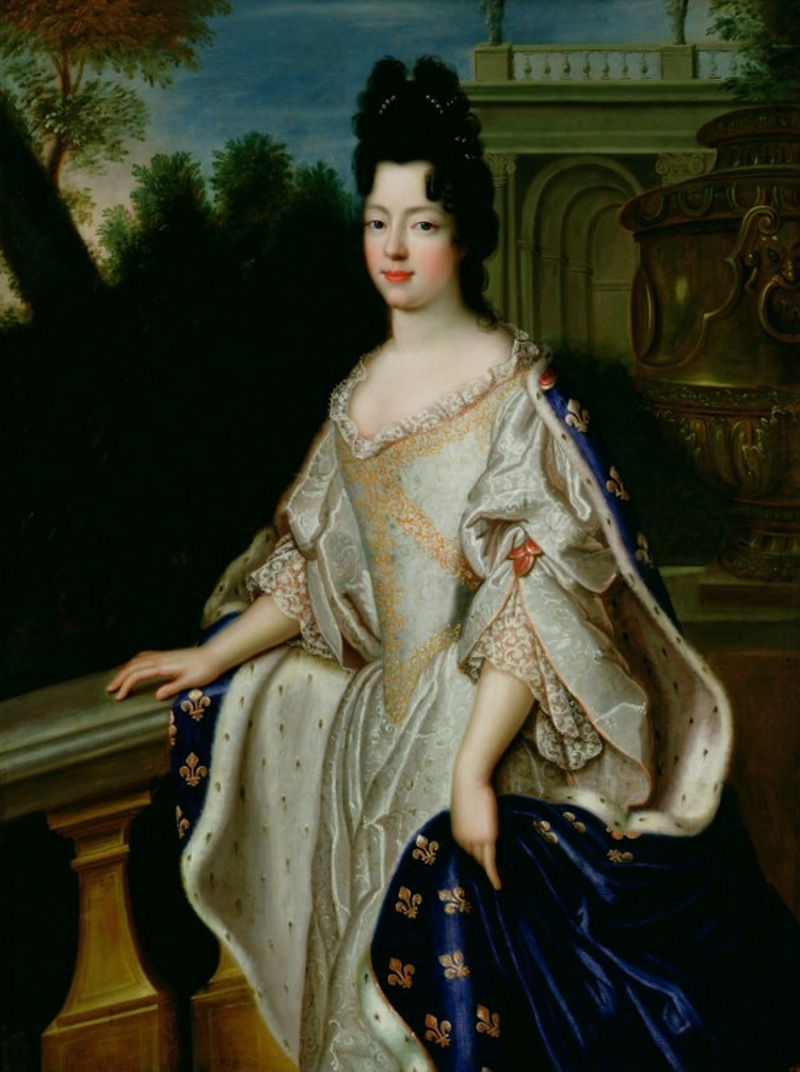
Madame la Dauphine, moglie de le Petit Dauphin
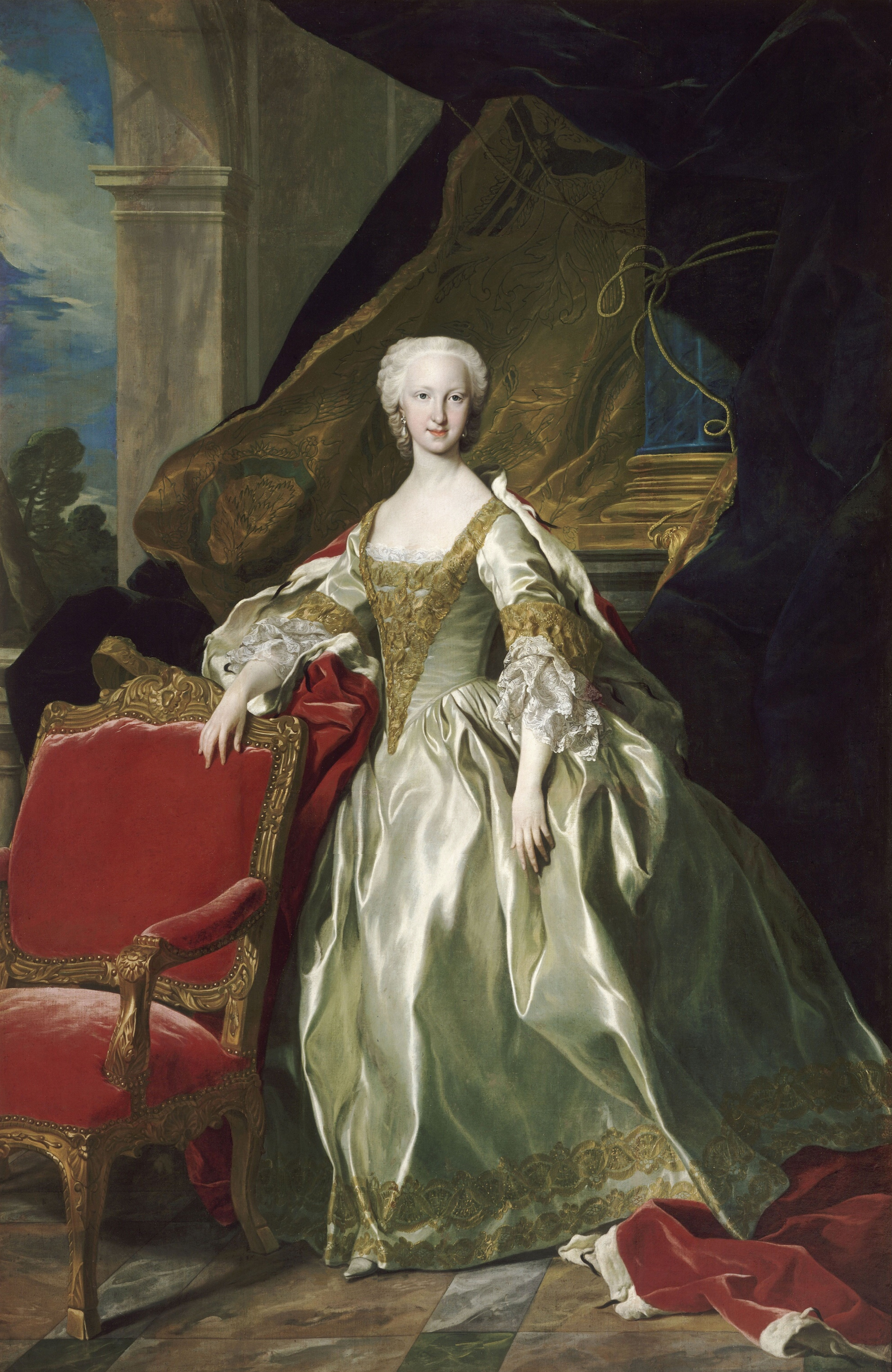
Maria Teresa Raffaella di Borbone-Spagna prima moglie di Luigi di Francia - nuora di Luigi XV
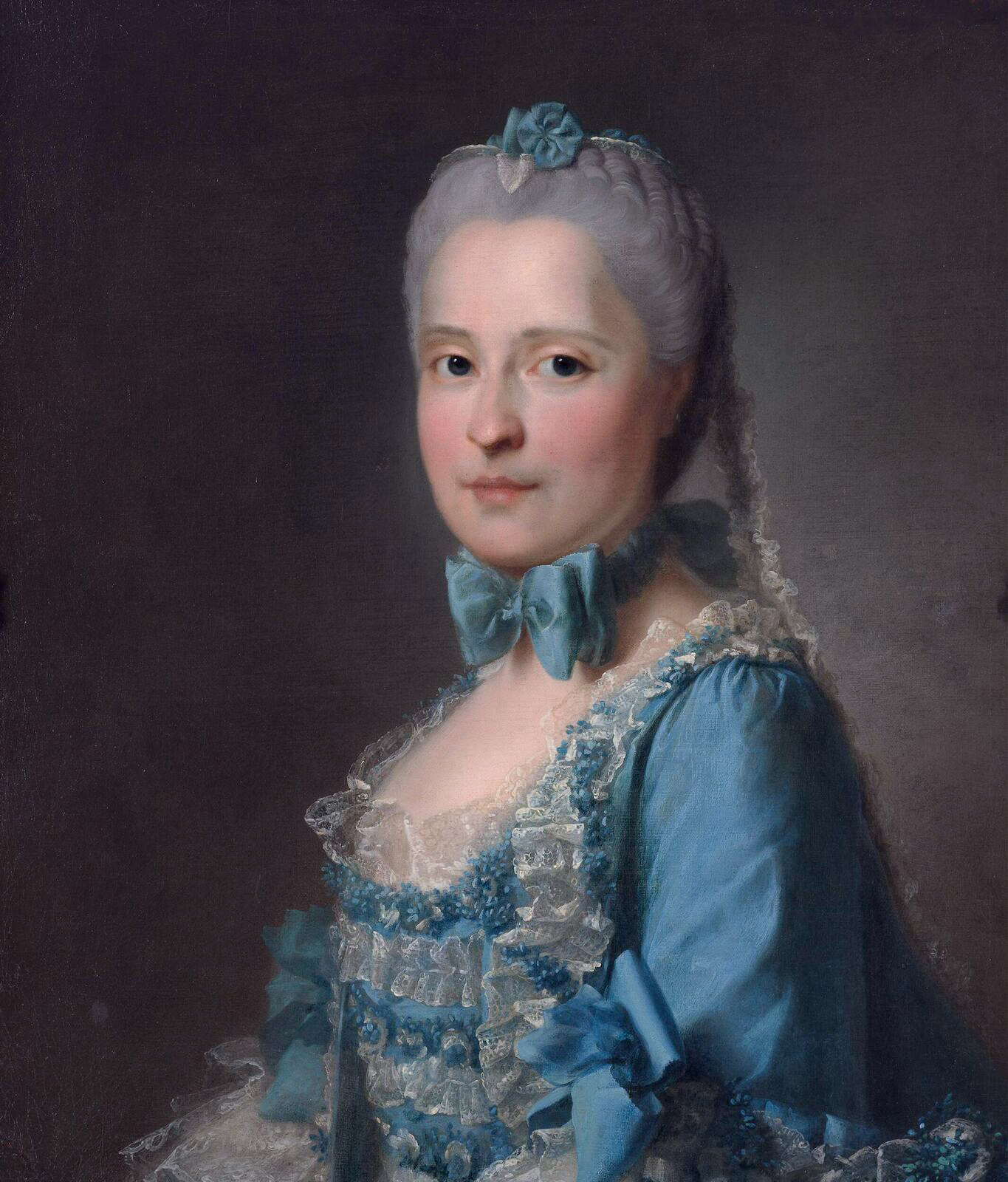
Duchessa Maria Josepha di Sassonia
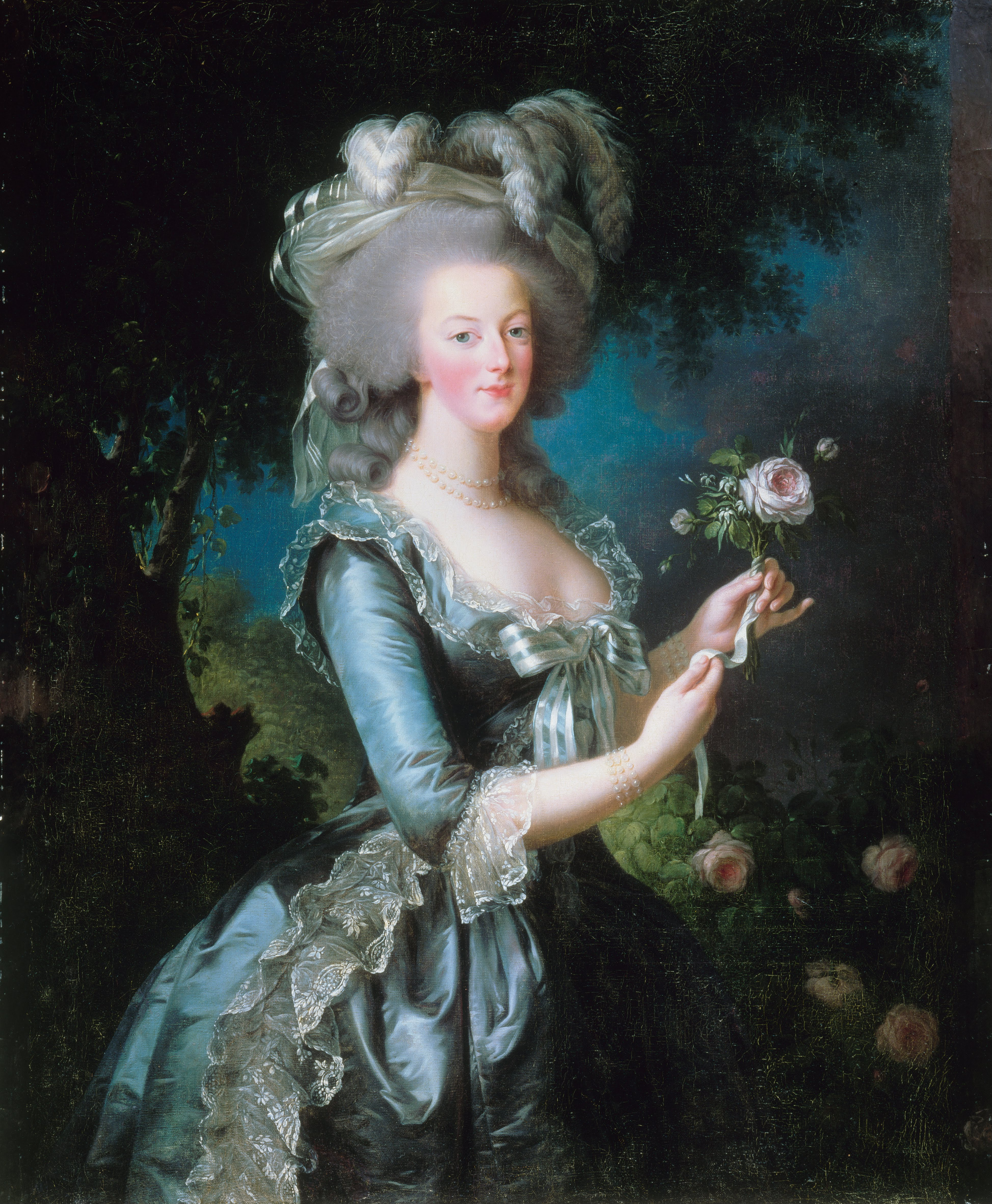
Marie Antoinette

## Madame Royale
Era il titolo per la figlia maggiore sopravvissuta del re. Coloro che portarono questo titolo furono:
- Principessa Elisabetta di Francia (1602-1644), figlia maggiore di Re Enrico IV di Francia (1553–1610) e della sua seconda moglie, la Regina Maria de' Medici (1575–1642). Nel 1615, Elisabetta sposò il futuro re Filippo IV di Spagna (1605–1665). Alla sua morte nel 1644, il titolo passò alla sorella minore Christine Marie.
- Principessa Cristina Maria di Francia (1606–1663), seconda figlia femmina di Enrico IV e Maria de' Medici. Nel 1619, Cristina sposò Vittorio Amedeo I, Duca di Savoia (1587–1637). Assunse il titolo di Madame Royale alla morte della sorella maggiore, la Regina di Spagna.
- Principessa Maria Teresa di Francia (1667–1672), l'unica figlia di Luigi XIV e della regina a sopravvivere all'infanzia.
- Luisa Elisabetta di Francia (1727–1759), figlia maggiore di Luigi XV e della Regina Maria Leszczyńska (1703–1768). Essendo una gemella, Louise-Elisabeth raramente, se mai usò questo titolo. Preferiva essere chiamata Madame Première, per distinguersi dalla sua gemella minore, Enrichetta Anna di Francia (1727-1752), che veniva indicata come Madame Seconde. Vedere sotto.
- Principessa Maria Teresa di Francia (1746–1748) figlia maggiore di Luigi, Delfino di Francia (1729–1765) e della prima moglie l'Infanta Maria Teresa Raffaella di Spagna (1726–1746). Sua madre morì tre giorni dopo la sua nascita.
- Principessa Maria Teresa Carlotta di Francia, figlia maggiore di Luigi XVI e Maria Antonietta. Marie-Thérèse fu l'unico membro della sua famiglia a sopravvivere alla Rivoluzione francese. Esercitò, in seguito, una grande influenza politica durante la Restaurazione (1815-1830).

Tra la morte, nel 1672, di Maria Teresa di Francia, la figlia di Luigi XIV che visse più a lungo, e la nascita, nel 1727, di Luisa Elisabetta di Francia, la figlia maggiore di Luigi XV, non vi furono figlie legittime di un francese re. A causa di ciò in quel periodo, il titolo fu occasionalmente utilizzato dalla principessa più anziana non sposata alla Corte di Francia. Fu brevemente utilizzato dalla maggiore delle nipoti di Luigi XIV, Maria Luisa d'Orléans (1662-1689), in seguito conosciuta solo come Mademoiselle. Dopo il matrimonio con re Carlo II di Spagna (1661-1700), nel 1679, il titolo è stato assunto per breve tempo dalla sorella minore, Anna Maria d'Orléans (1669-1728), prima di sposare Vittorio Amedeo II di Savoia (1666 - 1732)

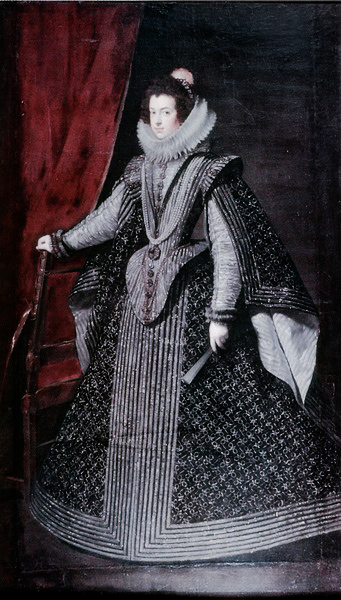
Elisabetta di Francia
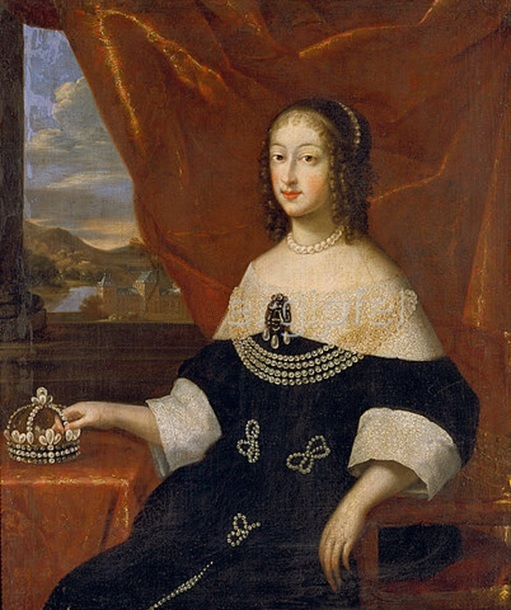
Principessa Cristina Maria di Francia e sorella di Élisabeth. Madame Royal dopo il matrimonio di sua sorella.
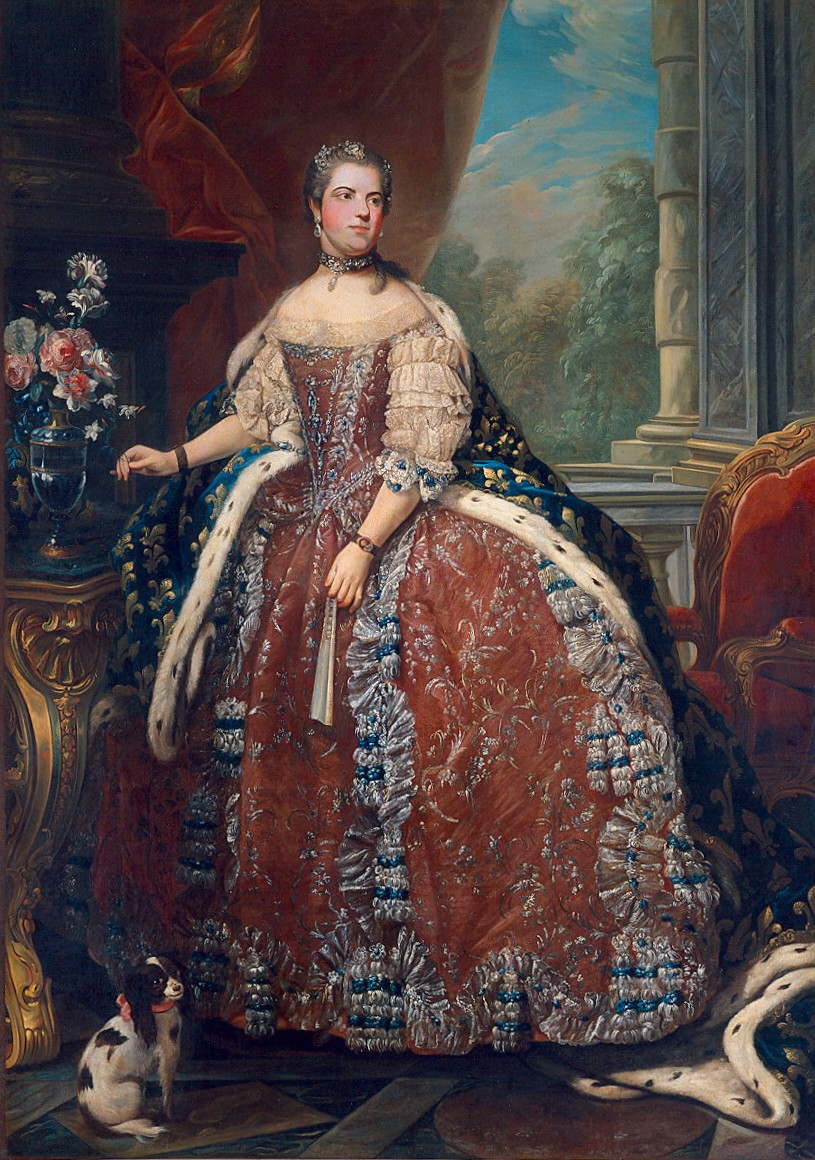
Principessa Maria Luisa Elisabetta di Francia, conosciuta come Madame Première poiché era la figlia maggiore di Luigi XV
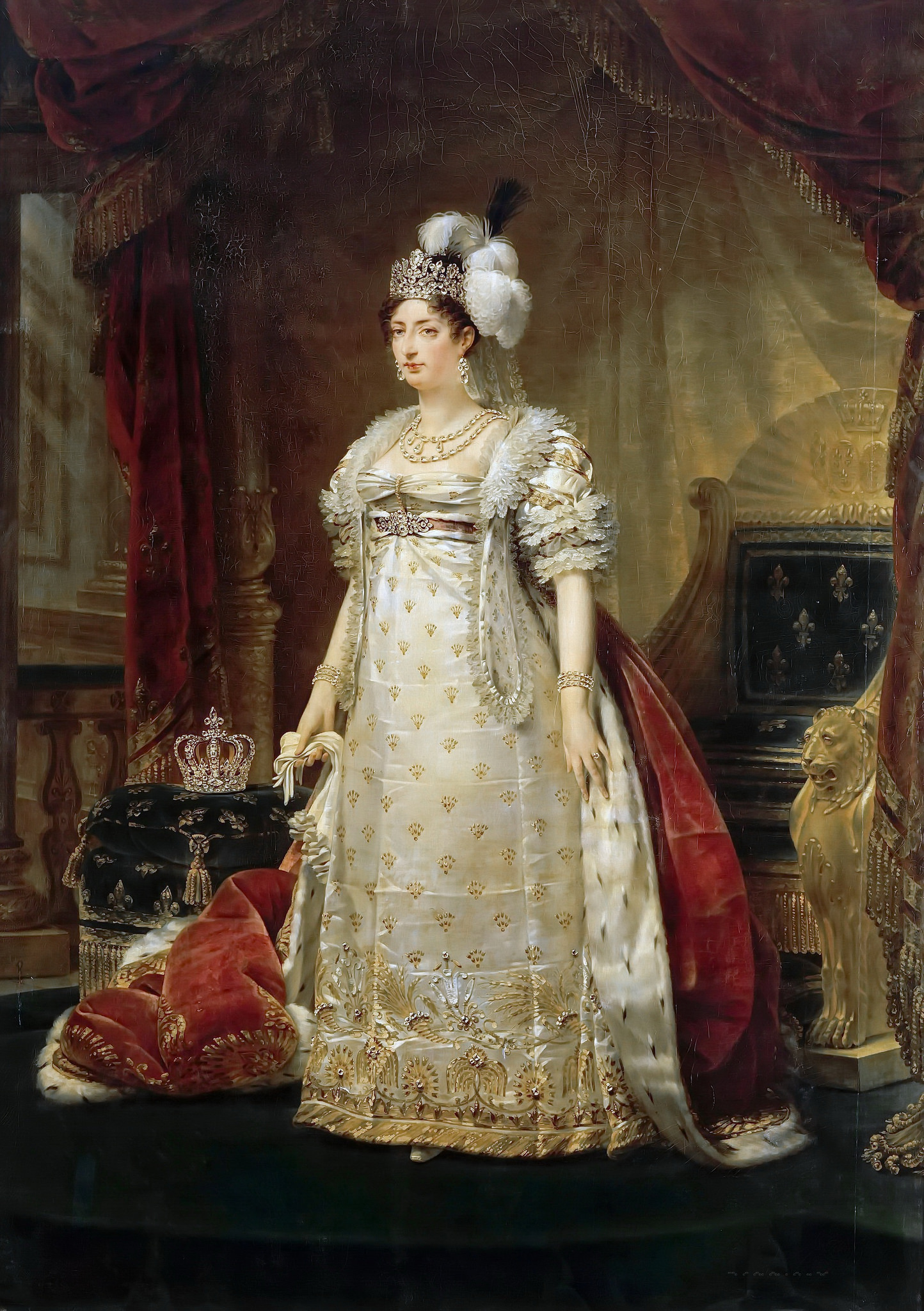
Marie-Thérèse conosciuta come Madame Royale, figlia maggiore di Luigi XVI.

## Monsieur
Questo titolo apparteneva al fratello minore sopravvissuto del re. Tra coloro che portarono questo titolo vi furono:
- Carlo de Valois, Duca d'Orléans (1550–1574), fratello maggiore di Francesco II (1544–1560), conosciuto come Monsieur
- Henri de Valois, Duca d'Anjou (1551 - 1589), fratello minore di Francesco II e Carlo IX, era conosciuto come Monsieur durante il regno di Carlo IX. Fu Re di Francia come Enrico III dal 1574-1589.
- François de Valois, Duca d'Anjou (1574–1584), fratello minore di Francesco II, Carlo IX e Enrico III, era conosciuto come Monsieur durante il regno di Enrico III.
- Gaston de France, Duca d'Orléans (1608–1660), fratello minore di Luigi XIII (1601–1643), fu conosciuto come Monsieur durante il regno di Luigi XIII e fu il primo fils de France ad assumere l'uso di altesse royale all'estero
  - Philippe de France, Duca d'Anjou (1640- 1701), nipote di Gaston era conosciuto come le Petit Monsieur e Gaston come Le Grand Monsieur quando Luigi XIII morì nel 1643.
- Philippe de France, Duca d'Orléans (1640-1701), era il fratello minore di Luigi XIV, conosciuto come Monsieur dal 1660 dopo la morte di suo zio Gaston. Fu il fondatore del Casato degli Orléans
- Louis Stanislas Xavier de France, Conte di Provenza (1755–1824), fratello minore di Luigi XVI, noto come Monsieur durante il regno di Luigi XVI, e fu poi Re di Francia come Luigi XVIII 1814-1824;
- Charles Philippe de France, Conte d'Artois (1757–1836), era il fratello minore di Luigi XVI e Luigi XVIII, e conosciuto come Monsieur all'inizio del regno di Luigi XVIII, in seguito Re di Francia come Carlo X dal 1824-1830.

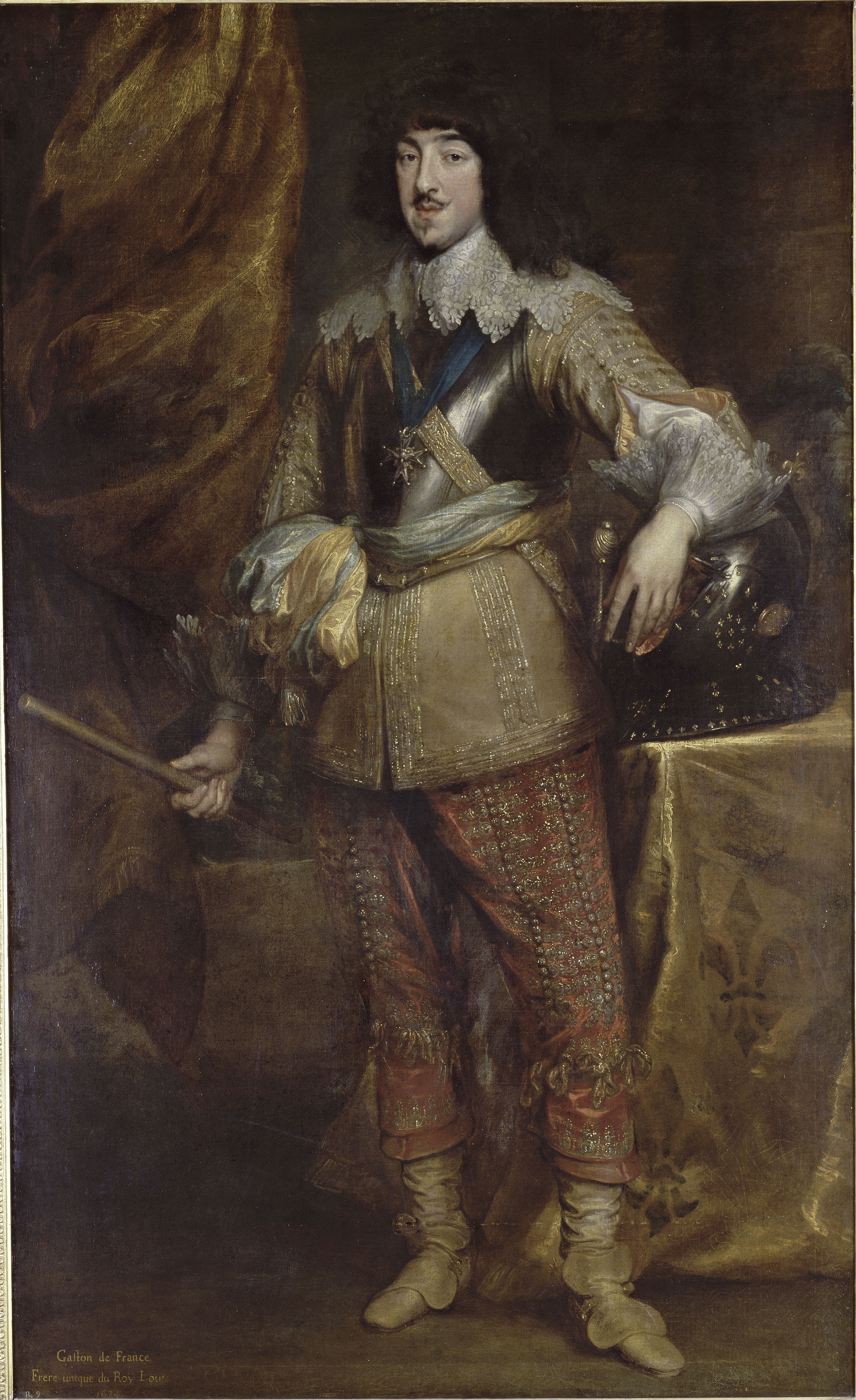
Gaston, le Grand Monsieur, figlio di Enrico IV, fratello di Luigi XIII e zio di Luigi XIV
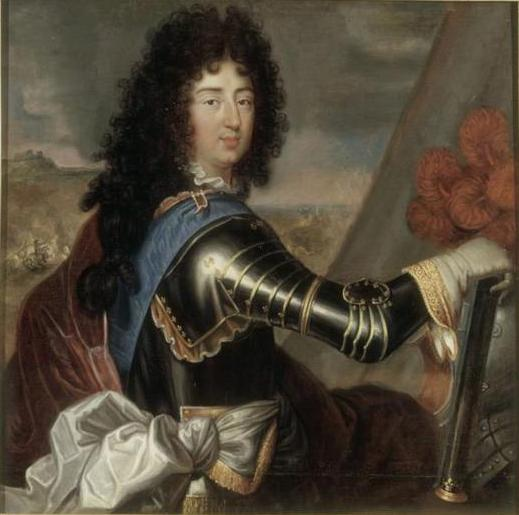
Philippe, le Petit Monsieur, fratello minore di Luigi XIV
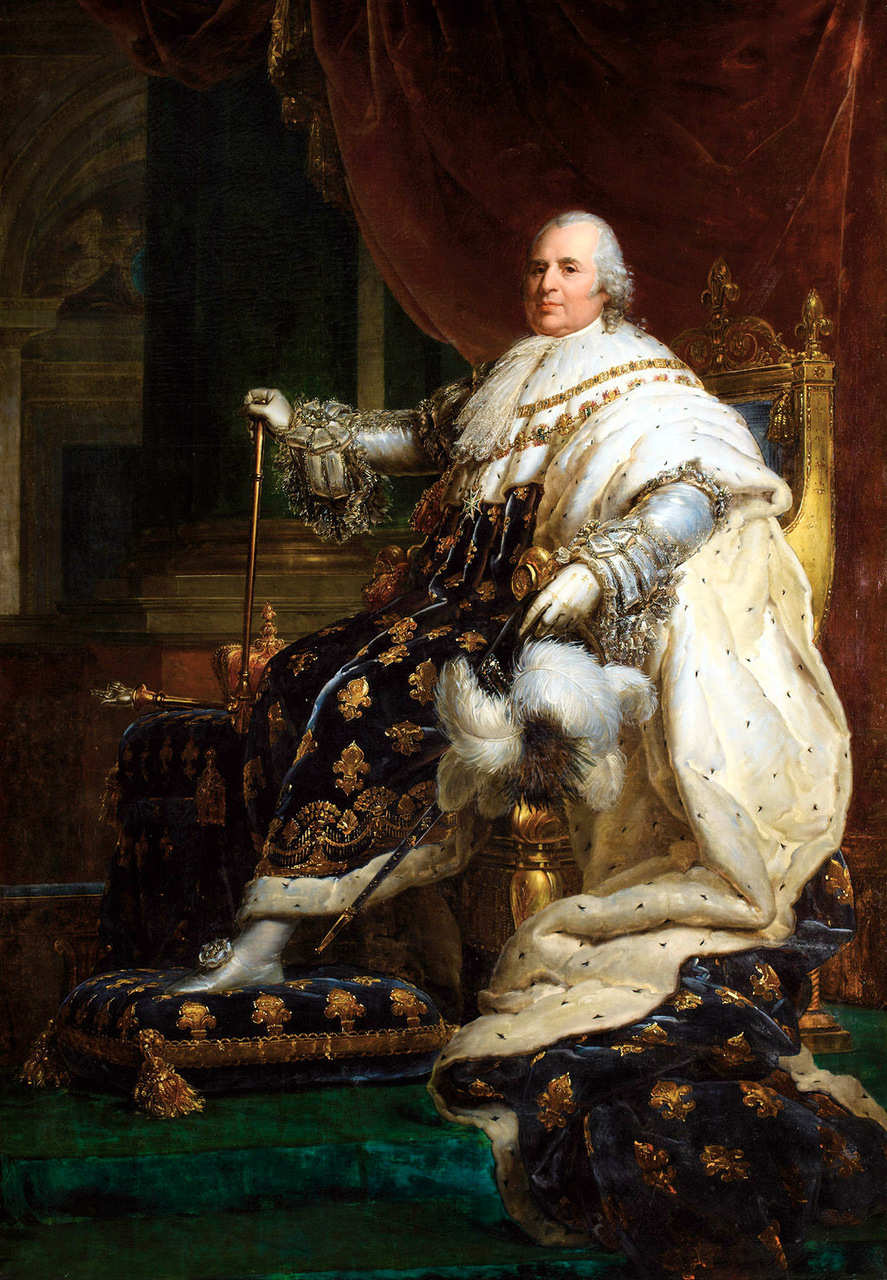
Louis Stanislas Xavier de France, Conte di Provenza
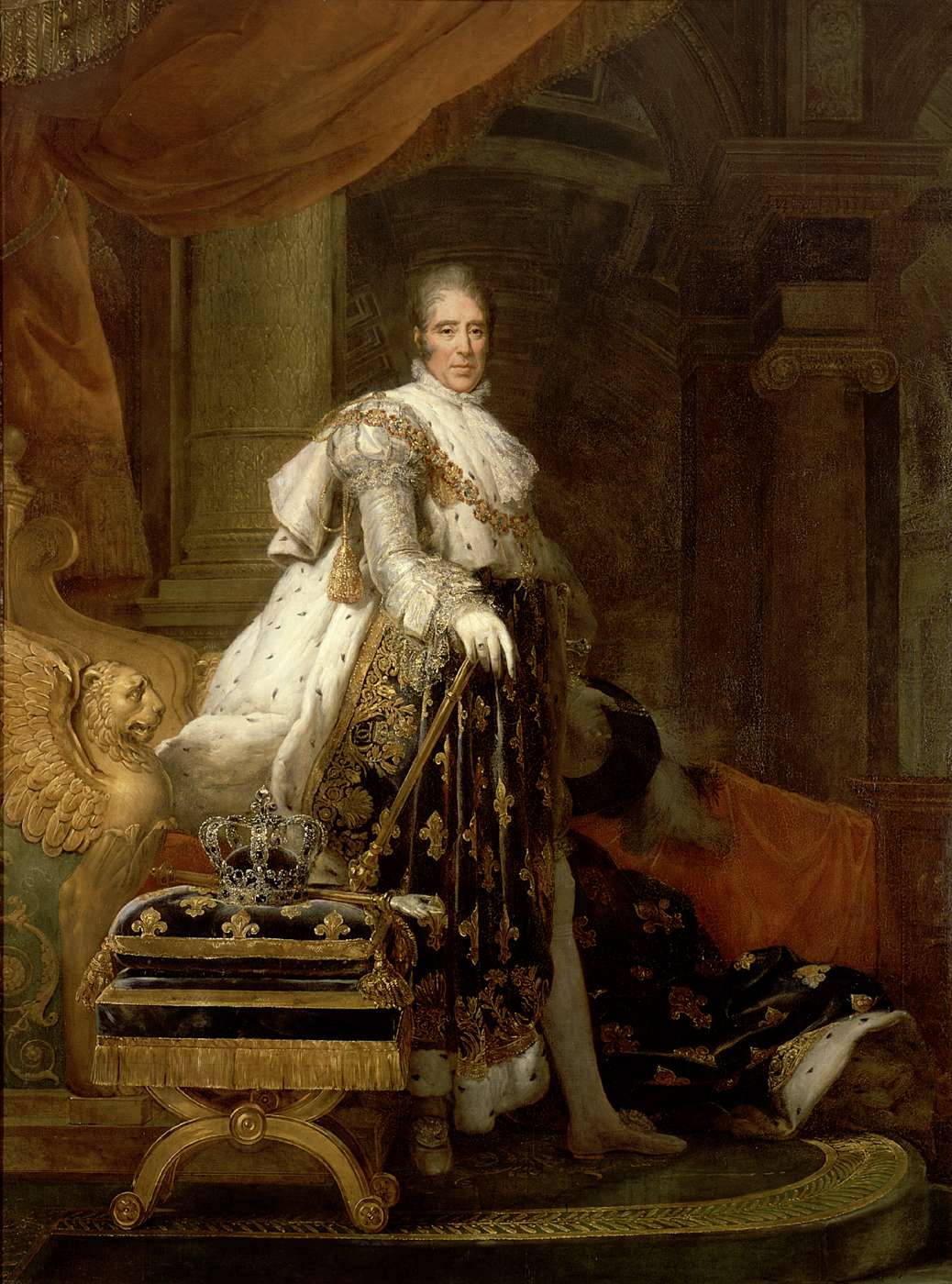
Charles Philippe, Conte d'Artois

## Madame
Era il titolo per la moglie di Monsieur. Esempio di ciò furono:
- Maria di Borbone, Duchessa di Montpensier (1605–1627), prima moglie di Gaston, duc d'Orléans (Monsieur) e madre de la Grande Mademoiselle (1627–1693).
- Margherita di Lorena (1615–1672), seconda moglie di Gaston
- Principessa Enrichetta Anna d'Inghilterra (1644–1670), prima moglie del fratello minore di Re Luigi XIV, Philippe I, duc d'Orléans, (Monsieur)
- Elisabetta Carlotta del Palatinato (1652–1722), seconda moglie di Philippe I, duc d'Orléans, (Monsieur)
- Principessa Maria Giuseppina Luisa di Savoia (1753–1810), moglie del Conte di Provenza, il futuro Luigi XVIII

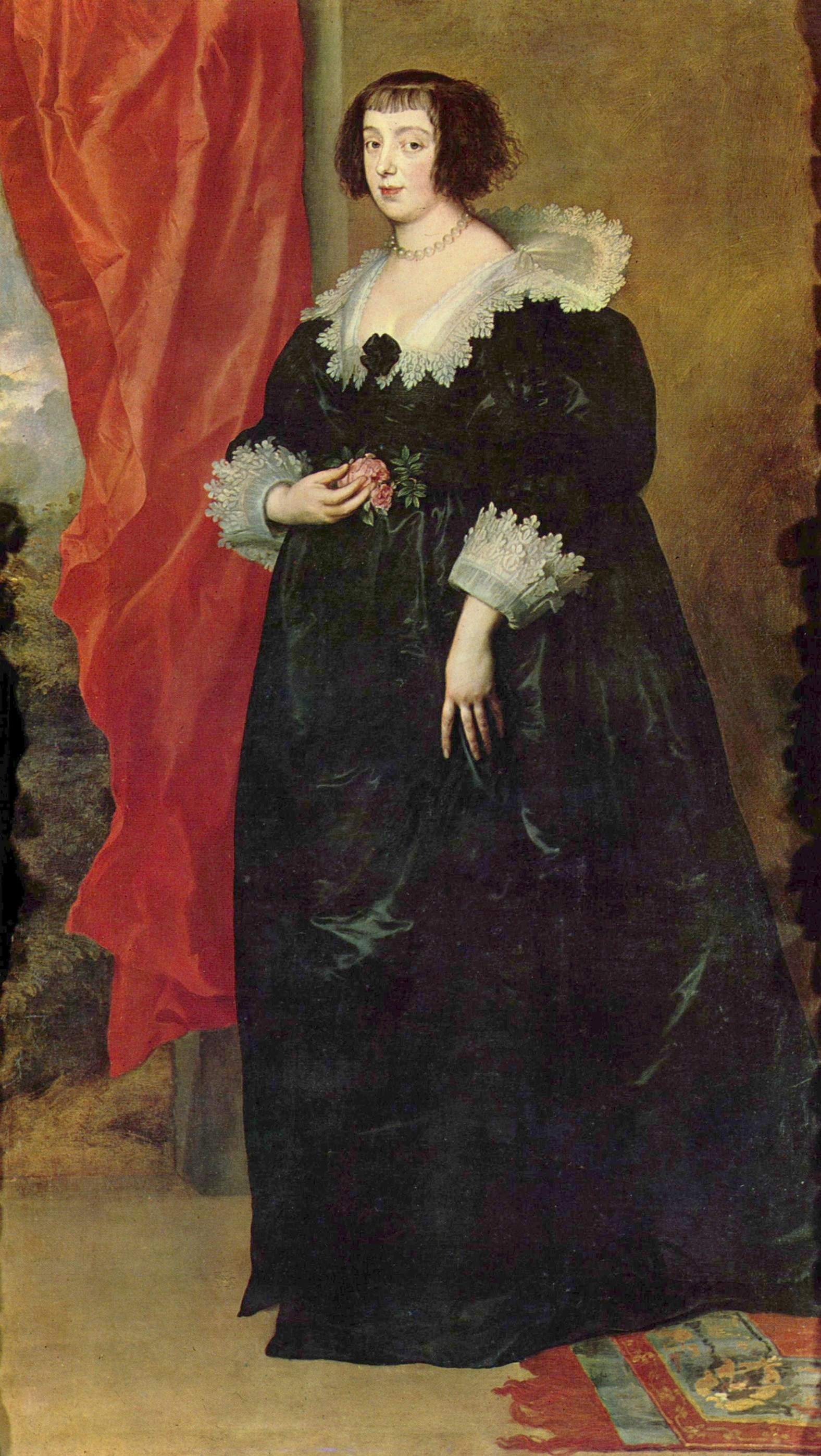
Margherita di Lorena, Duchessa d'Orléans
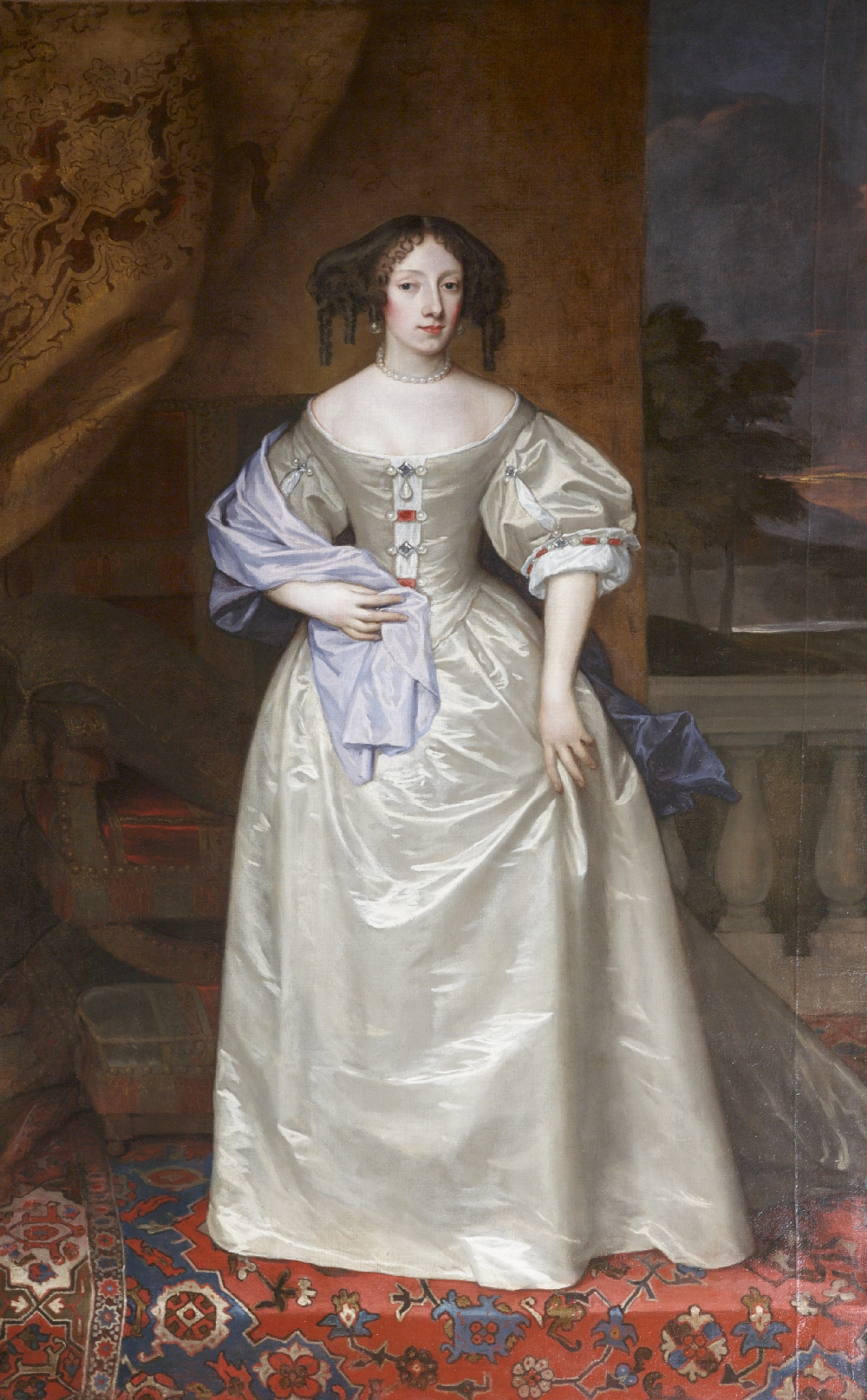
Principessa Enrichetta Anna d'Inghilterra, Duchessa d'Orléans
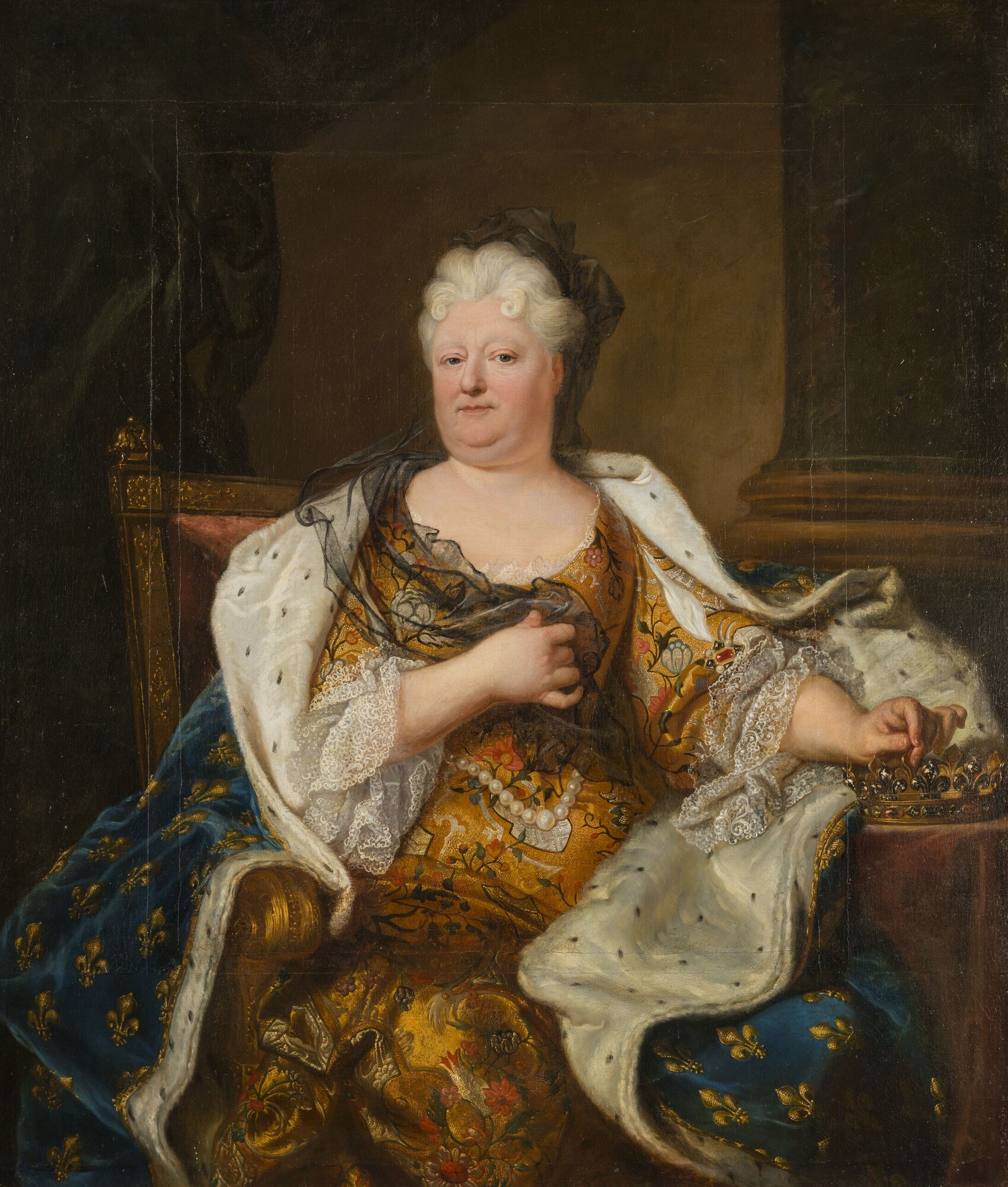
Elisabetta Carlotta del Palatinato, Duchessa d'Orléans
Maria Giuseppina di Savoia, Contessa di Provenza

## Madame Première
Re Luigi XV e sua moglie, Marie Leszczyńska, ebbero dieci figli otto dei quali erano femmine. Per distinguere tra queste otto principesse, le figlie erano conosciute in ordine di nascita come Madame 'numero', come ad esempio, Madame Seconde, ecc. Questo titolo non era un diritto tradizionale ed è stato semplicemente un modo che la Corte ha utilizzato per distinguere tra le tante figlie di Luigi XV.
- Principessa Luisa Elisabetta (1727–1759), gemella di Enrichetta; sposò Filippo, Duca di Parma (1720–1765), che era anche Infante di Spagna. Prima del matrimonio, Louise Élisabeth era conosciuta come Madame Première. Dopo il matrimonio divenne Duchessa di Parma, e per questo conosciuta in seguito come Madame Infante, duchesse de Parme
- Principessa Enrichetta (1727–1752), gemella di Louise Élisabeth. Conosciuta come Madame Seconde
- Principessa Luisa (1728–1733), nota come Madame Troisième
- Principessa Adelaide (1732–1800) in origine nota come Madame Quatrième; dopo che la sorella maggiore Louise morì nel 1733 divenne nota come Madame Troisième, poi come Madame Adélaïde.
- Principessa Vittoria (1733-1799), in origine Madame Quatrième, poi Madame Victoire.
- Principessa Sofia (1734–1782), Madame Cinquième, nota in seguito come Madame Sophie.
- Principessa Teresa (1736–1744), nota come Madame Sixième
- Principessa Luisa (1737–1787), nota in origine come Madame Septième or Madame Dernière; in seguito come Madame Louise.

## Petit-fils de France
Era il titolo ed il rango accordati ai figli maschi dei fils de France, che erano loro stessi figli del re e del delfino di Francia. Le femmine avevano il titolo di petite-fille de France (nipoti (femmine) di Francia). Comunque, come cognome, utilizzavano il principale titolo di pari paterno.
I petits-enfants de France come gli enfants de France avevano diritto ad essere appellati come son altesse royale. Inoltre, viaggiavano e alloggiavano ovunque il re lo facesse, potevano cenare con lui, e avevano diritto a una poltrona in sua presenza.
Eppure, come ospiti, loro soli offrivano le poltrone per monarchi stranieri - a cui si rivolgevano come Monseigneur piuttosto che "Sire". Né effettuare visite di ambasciatori stranieri, né ad accordare loro una mano in segno di saluto. Loro soli portavano il lutto pieno per i membri defunti della famiglia reale.
Quando si entra in una città, erano accolti con una presentazione di armi da parte della guarnigione reale, dagli spari di cannone, e da una delegazione di funzionari locali. Tuttavia, solo i figli e le figlie della Francia avevano il diritto di pranzare au grand couvert, cioè solo su una pedana con tenda in mezzo a spettatori non reale

## Mademoiselle
Questo titolo di solito era posseduto dalla figlia maggiore di Monsieur e di sua moglie Madame. Quelle che portarono questo titolo furono:
- Anna Maria Luisa d'Orléans (1627–1693), figlia maggiore di Gaston de France.
- Maria Luisa d'Orléans (1662–1689), in seguito moglie di Carlo II di Spagna. Era la figlia maggiore di Philippe I, duca d'Orléans, fratello di Luigi XIV.
- Anna Maria d'Orléans (1669–1728), tenne il titolo (insieme a quello di Madame Royale) dopo il matrimonio della sorella Maria Luisa. Fu la madre di Maria Adelaide di Savoia in seguito Delfina di Francia.
- Elisabetta Carlotta d'Orléans (1674–1744), figlia minore di Philippe I, duca d'Orléans e della sua seconda moglie. Sposò il Duca di Lorena e fu la nonna paterna della Regina Maria Antonietta
- Luisa Anna di Borbone (1695–1758), quartogenita di Luigi III, Principe di Condé e fu dato il titolo di Mademoiselle dal momento che suo cugino Luigi d'Orléans non aveva figlie femmine. Quando la figlia di Luigi, Luisa Maria nacque nel 1726, il titolo passo a lei. Luisa Maria morì nel 1728, quindi il titolo tornò a Luisa Anna.
- Luisa Maria d'Orléans (1726-1728), unica figlia femmina di Luigi d'Orléans e di sua moglie la Margravina Augusta Maria Giovanna di Baden-Baden. Morì nell'infanzia.
- Batilde d'Orléans (1750–1822), era figlia del Duca d'Orléans, Batilde fu nota come Mademoiselle dalla nascita. Fu la sorella di Philippe Égalité.
- Sophie d'Artois (1776–1783), era la prima figlia femmina di Maria Teresa di Savoia (1756–1805) e di Carlo, conte d'Artois

Le figlie minori di Monsieur erano titolate come ognuno dei suoi feudi ereditati. Un esempio di ciò fu Mademoiselle de Chartres (1676-1744), la terzogenita sopravvissuta di Filippo I, duca d'Orléans.
Anche altre famiglie anche fecero così come ad esempio il Casato dei Borbone-Condé con Anne Louise Bénédicte de Bourbon essendo conosciuta come Mademoiselle d'Enghien (1676-1753). Un esempio per i Borbone-Conti è Luisa Enrichetta di Borbone, Mademoiselle de Conti.

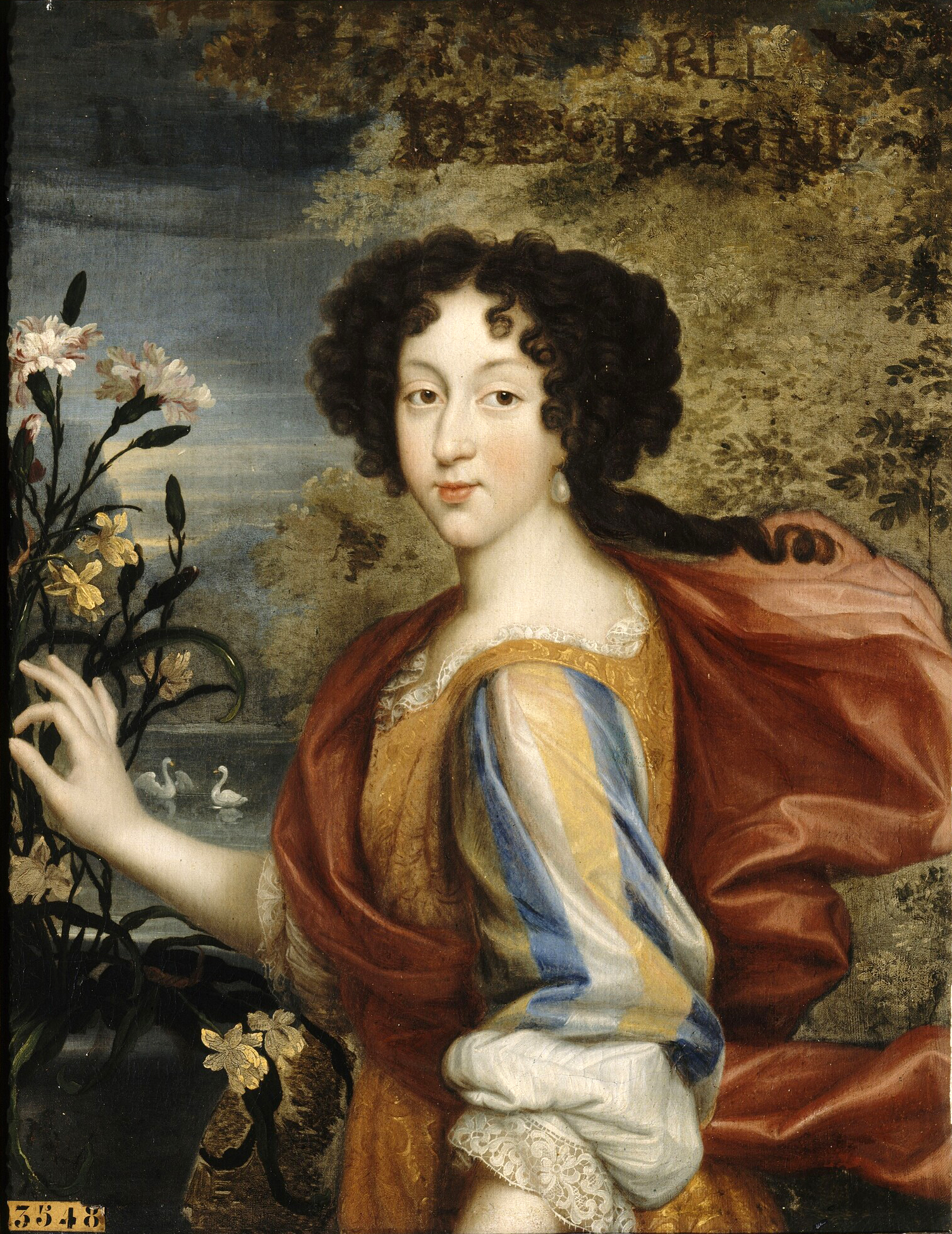
Mademoiselle, figlia maggiore de le Petit Monsieur e la prima Madame.
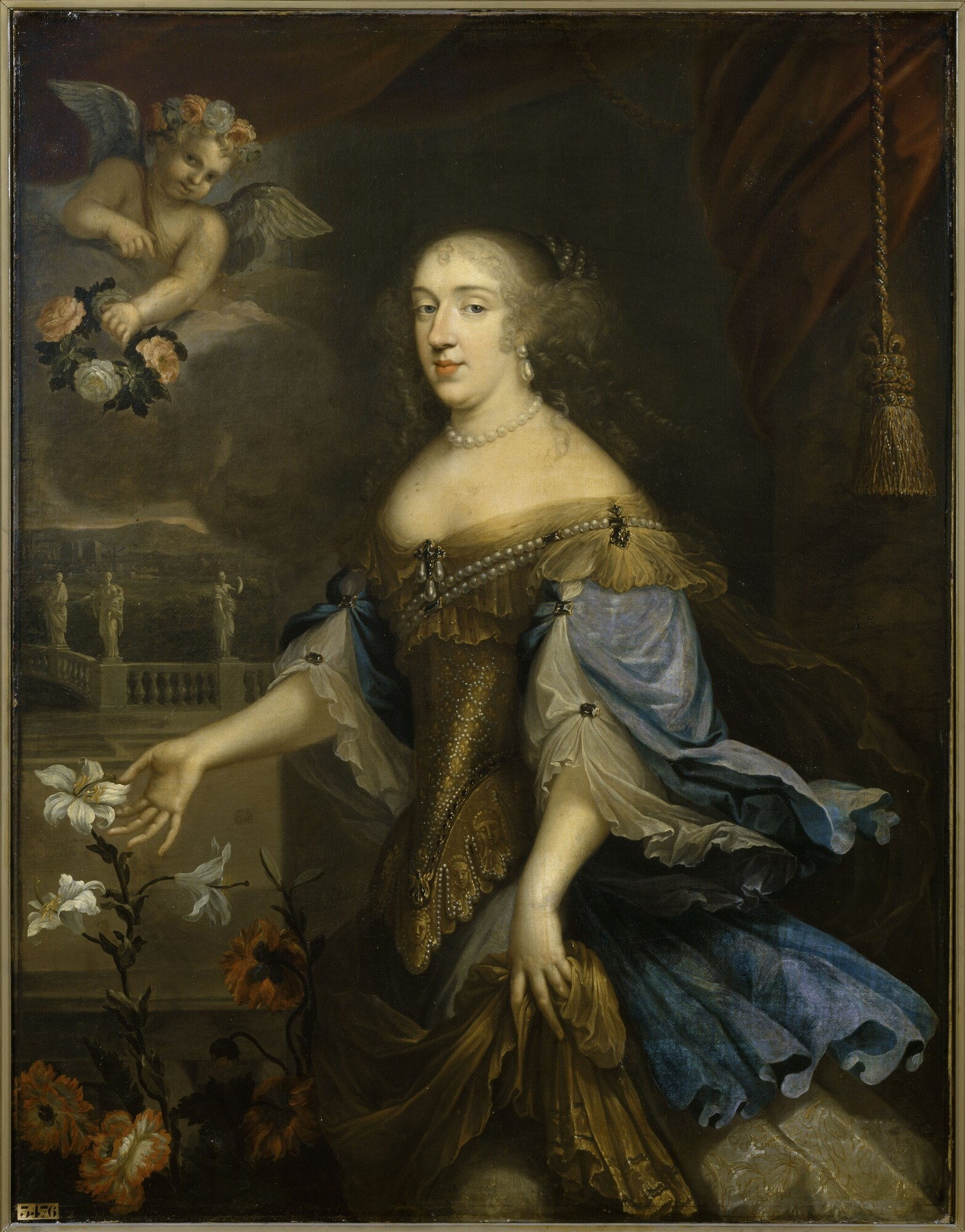
La Grande Mademoiselle, figlia di Gaston d'Orléans.
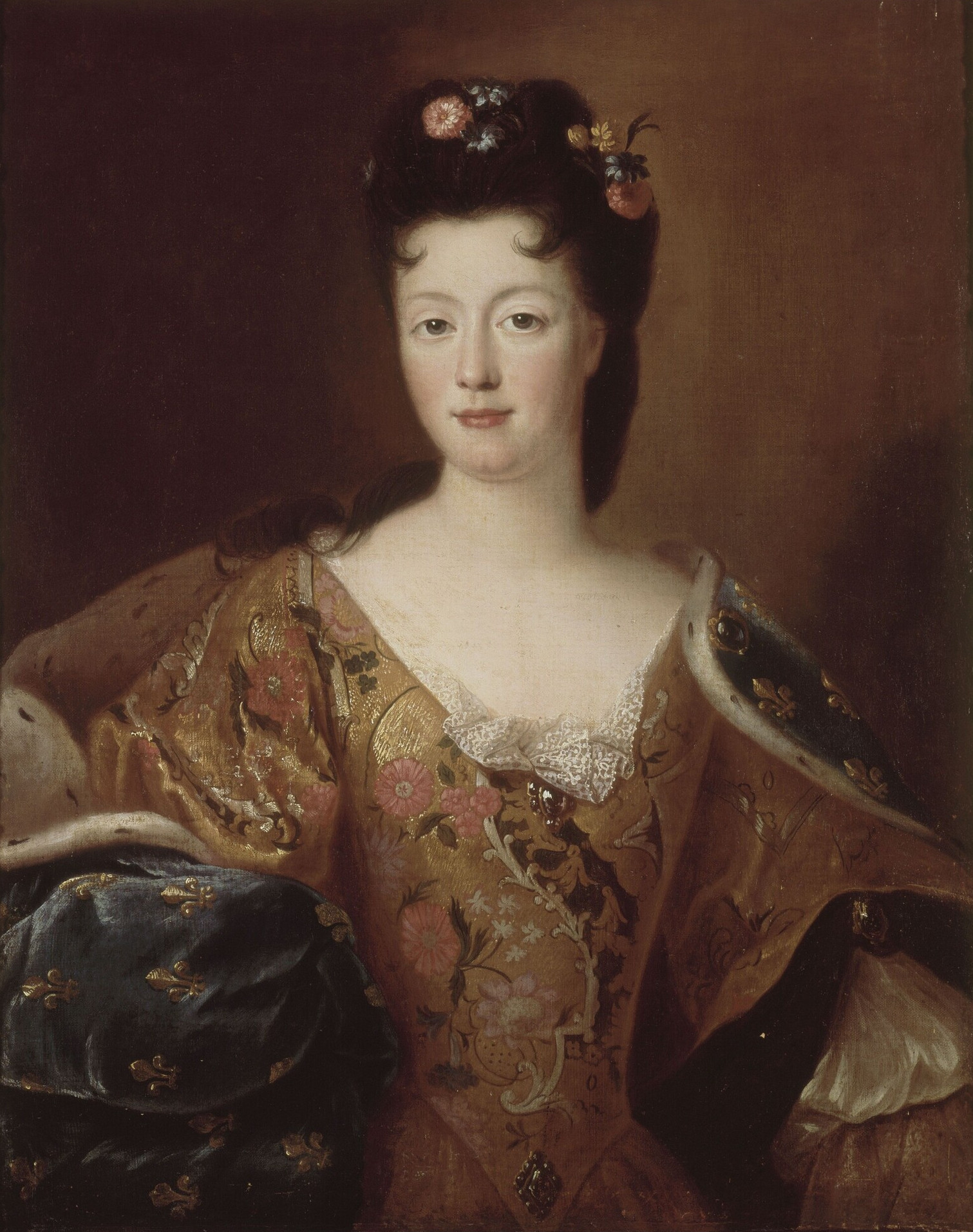
Elisabetta Carlotta di Borbone-Orléans - Mademoiselle de Chartres in seguito Mademoiselle dopo il matrimonio della sorella, Anna Maria
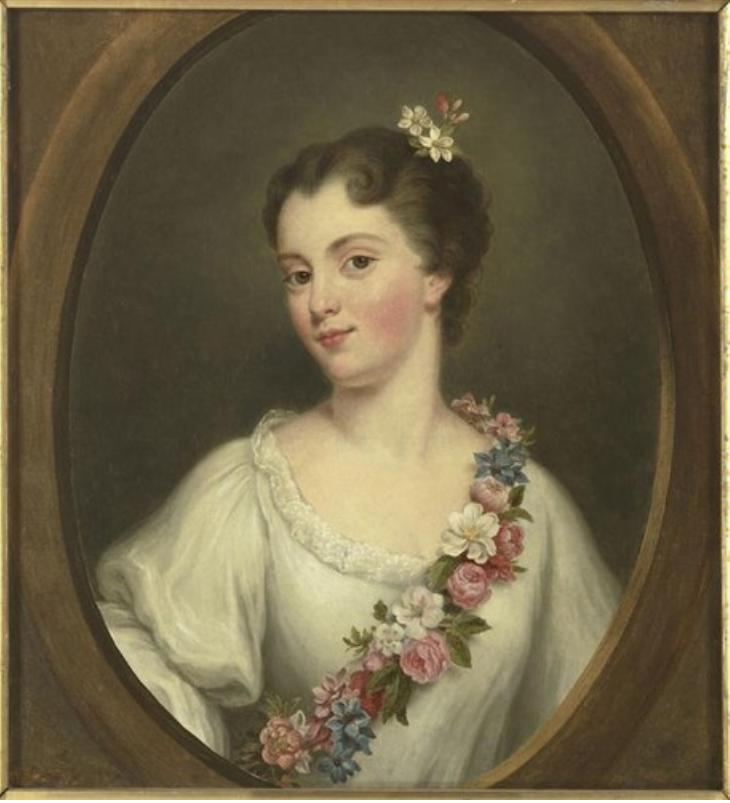
Luisa Anna di Borbone

### La Grande Mademoiselle
Dopo il 1662, Anna Maria Luisa d'Orléans, Duchessa di Montpensier, che era in origine chiamata Mademoiselle in quanto figlia maggiore di Gaston duc d'Orléans, divenne nota a corte come la Grande Mademoiselle per distinguerla dalla sua giovane cugina, Maria Luisa d'Orléans, ora anche lei chiamata Mademoiselle in quanto figlia del primo cugino di Anna, il nuovo Monsieur. Dopo la sua morte nel 1693, il titolo di Grande Mademoiselle non fu usato ancora. Quindi, questo non era un titolo ufficiale ma un significato a corte per distinguere due principesse che detenevano lo stesso titolo di Mademoiselle allo stesso tempo.